# Selice
Selice este o comună slovacă, aflată în districtul Šaľa din regiunea Nitra. Localitatea se află la altitudinea de 113 m deasupra n.m., se întinde pe o suprafață de 38,36 km2 și în 2017 număra 2.844 de locuitori.

## Istoric
Localitatea Selice este atestată documentar din 1078.

## Demografie
| An:                | 1994 | 2004   | 2014   | 2024   |
| ------------------ | ---- | ------ | ------ | ------ |
| Număr de persoane: | 2812 | 2914   | 2823   | 2846   |
| Diferență:         |      | +3,62% | −3,12% | +0,81% |

| An:                | 2023 | 2024   |
| ------------------ | ---- | ------ |
| Număr de persoane: | 2853 | 2846   |
| Diferență:         |      | −0,24% |